# Darf man das?
Darf man das? war eine deutsche, vom Fernsehsender kabel eins ausgestrahlte Fernsehsendung.

## Konzept
Moderator Ingolf Lück stellt zwei Teams Fragen rund um Gesetze. Lou Richter und Thomas Hackenberg treten mit einem weiteren prominenten Gast gegeneinander an. Sie spielen für je einen Zuschauer aus dem Publikum, der zuvor ausgewählt wurde. Der Zuschauer des Gewinnerteams bekommt vom „Hohen Gericht“ die Zahlung eines Strafmandats spendiert.

## Runden

### Darf man das … in Deutschland?
Lück überprüft das Wissen zu deutschen Klagen und Urteilen. Hierbei wird gefragt, ob etwas erlaubt ist oder nicht. Die Teams müssen sich darauf auf eine Antwort einigen und diese auch begründen.

### Auf frischer Tat
In dieser Rubrik zeigt Lück jedem Team einen Film einer Überwachungskamera. Zu den gezeigten meist peinlichen Vorfällen müssen beide Teammitglieder ein überzeugendes Verteidigungs-Plädoyer für den Hauptdarsteller halten. Dann liegt es in der Hand des Studiopublikums zu entscheiden, welches Plädoyer das Bessere war.

### Darf man das … weltweit?
Dieses Mal geht es darum, Fragen zu beantworten, die nicht zur Allgemeinbildung gehören und von kuriosen Gesetzen und Urteilen außerhalb Deutschlands handeln. Anders als in der ersten Runde wird hier keine Frage gestellt, die man einfach nur bejaht oder verneint. Nun wird eine konkrete Antwort verlangt. Lück gibt ausreichend Hilfestellung, damit eine Beantwortung binnen der kurzen Zeit grundsätzlich möglich ist. Das Konzept dieser Runde erinnert stark an Genial daneben.

### Kreuzverhör
Eine Person kommt stellvertretend für einen Angeklagten eines realen, spektakulären Fall ins Studio und wird von beiden Teams ins Kreuzverhör genommen. Anhand „Ja/Nein“-Fragen versuchen beide Teams innerhalb vier Minuten den Fall herauszufinden, wofür der Angeklagte vor Gericht musste.

## Gäste
Zu den Gästen an der Seite von Lou Richter und Thomas Hackenberg zählten Bernd Stelter, Britt Hagedorn, Bürger Lars Dietrich, Christina Plate, Guido Cantz, Markus Maria Profitlich, Matze Knop, Mike Krüger, Sonya Kraus und Wigald Boning.